# Волынево (Вологодская область)
Волынево — деревня в Грязовецком районе Вологодской области России.
Входит в состав Перцевского муниципального образования (с 1 января 2006 года по 9 апреля 2009 года входила во Фроловское муниципальное образование), с точки зрения административно-территориального деления — в Жерноковский сельсовет.
Расстояние до районного центра Грязовца по автодороге — 25 км, до центра муниципального образования Слободы по прямой — 27 км. Ближайшие населённые пункты — Жерноково, Гридино, Слудки, Лихушино.
По переписи 2002 года население — 4 человека.